# Пришиб (Донецкая область)
Пришиб (укр. Пришиб) — село в Святогорской городской общине Краматорского района Донецкой области Украины.
Почтовый индекс — 84141. Телефонный код — 626.

## Географическое положение
Село расположено правом берегу Северского Донца.

## Население
Население по переписи 2001 года составляло 75 человек.

### Языковой состав
Родной язык населения по данным переписи 2001 года:
| Язык       | Численность, чел. | Доля     |
| ---------- | ----------------- | -------- |
| Украинский | 70                | 93,33 %  |
| Русский    | 5                 | 6,67 %   |
| Итого      | 75                | 100,00 % |

## Достопримечательности
Расположено в живописном месте на берегу реки. Практически на территории НПП «Святые Горы». Популярное место отдыха. Практически — дачный поселок с незначительным количеством местного населения.

### Экономика
База отдыха. Частный пансионат.

## Местная власть
84130, Донецкая область, Краматорский район, г. Святогорск, ул. Владимира Сосюры, 8.